# マニア (エトルリア神話)
マニア（Mania）は、エトルリア神話における死神にして混沌の女神。配偶神であるマントゥスと共に冥府を治めているとされる。ラレースやマネスのほかに亡霊やアンデッド、夜の精などの母とも言われる。マネスの一柱であるマナ・ジェニタや、ローマ文化においての一般的な名前であったマニウスの由来とされる。
エトルリア神話の他に、ローマ神話とギリシア神話にも、ほぼ同表記で存在する神。ローマ神話の場合は同じエトルリア神話と同じ属性だが、ギリシア神話においては狂気の女神とされる。